# Catedral Episcopal de la Trinidad (Miami)
La catedral Episcopal de la Trinidad (en inglés: Trinity Episcopal Cathedral) es una catedral histórica ubicada en Miami, Florida.  Trinity Episcopal Cathedral se encuentra inscrita  en el Registro Nacional de Lugares Históricos desde el 10 de octubre de 1980.

## Ubicación
La Trinity Episcopal Cathedral se encuentra dentro del condado de Miami-Dade en las coordenadas 25°47′24″N 80°11′12″O / 25.79, -80.186667.